# Bressols

Bressols este o comună în departamentul Tarn-et-Garonne din sudul Franței. În 2009 avea o populație de 3.563 de locuitori.

## Evoluția populației

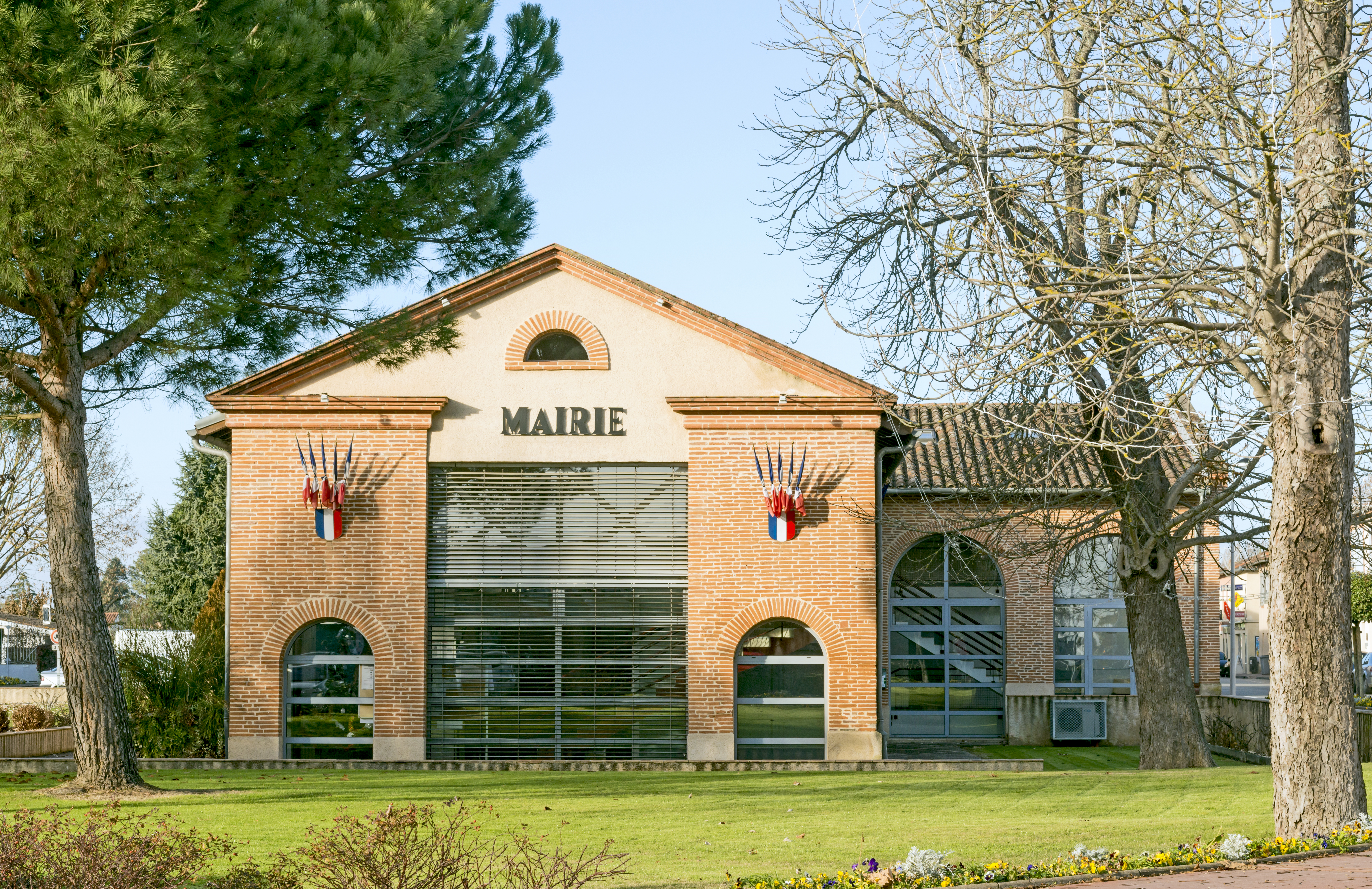
Primărie.

| An        | 1975  | 1982  | 1990  | 1999  | 2006  | 2009  |
| --------- | ----- | ----- | ----- | ----- | ----- | ----- |
| Populație | 1.352 | 1.666 | 2.247 | 2.663 | 3.345 | 3.563 |